# Reinaldo de Oliveira
Reinaldo da Rosa Borges de Oliveira (Recife, 28 de junho de 1930 — Recife, 9 de abril de 2022) foi um médico, militar, teatrólogo, ator, compositor, contista e escritor brasileiro.

## Biografia
Filho de Valdemar de Oliveira e Diná de Oliveira, de quem herdou o pendor pelo teatro e pela literatura, é seu sucessor, juntamente com seu irmão, Fernando de Oliveira, no Teatro de Amadores de Pernambuco, onde exercia a direção do Teatro Valdemar de Oliveira.
Médico cirurgião formado pela antiga Universidade do Recife. Era também tenente de infantaria da reserva (R/2) do Exército Brasileiro, formado pelo CPOR do Recife em 1951 e autor da letra da canção daquela escola de formação militar.
Em 2018, sua biografia Reinaldo de Oliveira: do bisturi ao palco, de Antonio Cadengue, foi publicada pela Companhia Editora de Pernambuco e lançada na Academia Pernambucana de Letras.
Teve intensa atividade humanitária como Associado ao Rotary Club de Recife - Casa Amarela, PE, presidindo o clube e sendo eleito Governador do Distrito 4500 do Rotary International no período 1994-1995. 

## Vida literária
Pertencia a diversas entidades literárias:
- Sociedade Brasileira de Médicos Escritores - Regional de Pernambuco - Sócio titular desde 1977, foi seu Presidente no biênio 1982-1983
- Academia Pernambucana de Letras - ocupou a cadeira 24 desde 1993.[9]
- Academia de Letras e Artes do Nordeste, - ocupou a cadeira 28.
- Academia de Artes e Letras de Pernambuco[10]
- Academia Pernambucana de Música
- Academia Pernambucana de Ciências[11]
- Sociedade Brasileira de Autores Teatrais
- Teatro de Amadores de Pernambuco
- União Brasileira de Escritores - Seção Pernambuco
- Academia Pernambucana de Medicina

## Peças teatrais

### Autoria
- Frevo, capoeira e passo, em coautoria com seu irmão Fernando de Oliveira;[3]
- Ave Maria…gool.[3]

### Direção
- Frevo, capoeira e passo, de sua autoria e de Fernando de Oliveira;[3]
- Ave Maria…gool, de sua autoria;
- O infarto de um otimista, de Durval da Rosa Borges;
- Dr. Knock ou O triunfo da medicina, de Jules Romain;
- Solteira é que eu não fico, de Gastão Tojeiro;
- Sábado, domingo e segunda, de Eduardo de Fellippo;
- Zuzu, de Viriato Corrêa;
- Bob Bobete, de Valdemar de Oliveira;
- Você pode ser um assassino, de Alfonso Paso;
- Valdemar vivo, de Fernando de Oliveira;
- Geninha, 80 anos? Não acredito, de Fernando de Oliveira.

## Composições
- Hino do CPOR[12]
- Canção do anestesista
- Hino do Centenário do Rotary International

## Livros publicados
- Manga Rosa. Recife: Fundarte, 1995
- Alegria de morrer - Um conto e cem crônicas. Recife: Edições Bagaço, 2008 - ISBN 978-85-373-0483-9

## Prêmios
- Medalha do Mérito Guararapes do Governo do Estado de Pernambuco
- Medalha do Mérito José Mariano da Prefeitura do Recife
- Medalha do Mérito Joaquim Nabuco da Fundação Joaquim Nabuco
- Medalha do Mérito Joaquim Nabuco  da Assembléia Legislativa de Pernambuco
- Medalha Heróis de Casa Forte, da Associação dos Oficiais da Reserva (R/2) do Exército